# Lizières
 Lizières  es una localidad y comuna de Francia, en la región de Lemosín, departamento de Creuse, en el distrito de Guéret y cantón de Le Grand-Bourg.
Su población en el censo de 1999 era de 284 habitantes.
Está integrada en la Communauté de communes de Bénévent-Grand-Bourg.

## Demografía
| 320 | 355 | 310 | 313 | 303 | 284 |
| Para los censos de 1962 a 1999 la población legal corresponde a la población sin duplicidades (Fuente: INSEE [Consultar]) |     |     |     |     |     |